# Стронций
Стронций е химичен елемент с атомно число 38 и обозначение Sr, който се причислява към алкалоземните метали.

## История
През 1787 г. английските химици Крофорд и Круикшенк откриват минерала SrCO3 в околностите на село Стронтиън, Шотландия, като предполагат, че в него се съдържа нов елемент. По името на селото по-късно е наречен и новият елемент. През 1792 г. шотландецът Томас Чарлс Хоуп доказва, че в този минерал се съдържа нов елемент.
През 1808 г. сред редица безуспешни опити Хъмфри Дейви получава стронция в силно неочистено състояние чрез електролиза.

## Разпространение
Среща се изключително в свързано състояние и то най-вече под формата на SrCO3 (стронцианит) и SrSO4 (целестин). Освен това той е и съставна част на някои солени природни води. В костите и зъбите на човека има известно количество стронций. Установен е във фотосферата и в спектъра на някои звезди. В метеоритите не е установен.

## Физични свойства
Стронцият е сребърно-бял метал с относителна плътност 2,6. Той е по-мек от калция. Прясно отрязан има блясък, който се губи във въздуха, като първоначално се получава жълт, после жълто-кафяв и накрая със сив оттенък от формиралия се оксид и хидроксид. Той е по-малко електропроводим от калция. Разтваря се във втечнен амоняк, като разтворът се оцветява в синьо.
Стопява се при 757 °С и кипи при 1364 °С. Той е по-активен от магнезия и калция.

## Химични свойства
С халогенните елементи реагира: с флуора – буйно при обикновена температура, а с другите – при високи температури. Стронциевите съединения са сравнително безобидни, с изключение на радиоактивните му изотопи. Пастата за зъби „Sensodyne“ съдържа 10% стронциев хлорид под формата на хидрат.

### Стронциев оксид
Представлява бяла праховидна система, която се кристализира в кристална решетка от типа на натриевия хлорид. Има относителна плътност 4,75. Стопява се при 2430 °С. Химически се отнася много близко до СаО. Реагира с хлора при червена жар до SrCl2, а с фосфора и сярата – до съответния сулфид и фосфорид.
Реагира с киселини, но не и с основи.

## Употреба
Основните области на използване на стронция и неговите химични съединения са:
- радиоелектронната промишленост – стронциевият оксид, в състава на твърд разтвор от оксиди на барий и калций се използва като активен слой в катодите с косвено нагряване във вакуумните електронни прибори. Широко е използван за производството на телевизионни електронно-лъчеви тръби, тъй като намалява рентгеновото излъчване от стъклото на лицевата част на екрана.[3]
- пиротехниката – стронциевите карбонат, нитрат и перхлорат оцветяват пламъка в карминено-червен цвят. Сплавта магнезий-стронций има силни пирофорни свойства и се използва за запалителни и сигнални смеси.
- металургията – за легиране на медта и някои нейни сплави, участва в състава на акумулаторните оловни сплави. Малки добавки на стронций в чугун и титановите сплави значително подобрява механичните им свойства.